# Южин (коммуна)
Южин, Ижин (фр. Ugine) — коммуна во Франции, департамент Савойя, регион Рона — Альпы. С середины XIX века Южин занимал одну из центральных позиций в стальной индустрии Франции, сконцентрированной в Савойе. С 1923 по 1931 год, две тысячи русских («белых») переехали в город работать на сталелитейном заводе. В городе c 2001 года существует «Сообщество русских в Южине»

## Географическое положение
Южин — это небольшой город в департаменте Савойя в Альпах. Расположен в 8 километрах от олимпийского города Альбервиль, в 20 километрах от озера Анси и недалеко от лыжных курортов Межева и Шамони. Находится в долине реки Арли — притока реки Изер. Соседние города и деревни: Марто, Кеж, Теназоль, Марлен и Коено.

## Население
Согласно переписи 2012 года население Южина составляло 7043 человек (48,3 % мужчин и 52,7 % женщин). Население коммуны по возрастному диапазону распределилось следующим образом: 16,9 % — жители младше 14 лет, 16,9 % — между 15 и 29 годами, 18,6 % — от 30 до 44 лет, 20,1 % — от 45 до 59 лет и 27,4 % — в возрасте 60 лет и старше. Среди жителей старше 15 лет 47,7 % состояли в браке, 34,7 % — не состояли, 7,6 % — были в разводе, 10,0 % — вдовствовали. В городе было 3256 домашних хозяйств, 2003 семьи.
Среди населения старше 15 лет (5359 человека) 20,4 % населения не имели образования, 11,0 % — имели только начальное образование, 5,8 % — закончили только колледж, 31,8 % — получили аттестат об окончании лицея, 15,6 % — закончили полное среднее образование или среднее специальное образование, 10,1 % — закончили сокращённое высшее образование и 5,4 % — получили полное высшее образование.
В 2012 году из 4379 человек трудоспособного возраста (от 15 до 64 лет) 3185 были экономически активными, 1194 — неактивными (показатель активности 72,7 %, в 2007 году — 71,0 %). Из 3185 активных трудоспособных жителей работали 2875 человек (1552 мужчины и 1323 женщины), 310 (7,1 %) числились безработными. Среди 1194 трудоспособных неактивных граждан 350 были учениками либо студентами, 442 — пенсионерами, а ещё 402 — были неактивны в силу других причин. В коммуне проживает 2895 человек старше 15 лет, имеющих работу, причём 51,0 % из них работает в коммуне, а 29,6 % — в пределах департамента Савойя. В 2013 году средний доход в месяц составлял 1894 €, в год — 22 732 €.
Динамика численности населения коммуны:
| Население коммуны в XIX—XXI веках |
| --------------------------------- |
|                                   |

## Климат
Умеренный и тёплый климат Южина по классификации климатов Кёппена относится к типу Cfb. Даже в засушливые месяцы, в коммуне идут дожди. Средняя температура в году — 10,5 °C. Среднее количество осадков в году 860 мм.
| Показатель                    | Янв. | Фев. | Март | Апр. | Май  | Июнь | Июль | Авг. | Сен. | Окт. | Нояб. | Дек. |
| ----------------------------- | ---- | ---- | ---- | ---- | ---- | ---- | ---- | ---- | ---- | ---- | ----- | ---- |
| Средний суточный максимум, °C | 4,6  | 6,9  | 11,8 | 15,9 | 20,1 | 23,8 | 26,5 | 25,5 | 22,0 | 16,1 | 9,8   | 4,9  |
| Средняя температура, °C       | 0,7  | 2,6  | 6,5  | 10,4 | 14,3 | 17,7 | 19,9 | 19,2 | 16,2 | 11,2 | 5,9   | 1,5  |
| Средний суточный минимум, °C  | −3,1 | −1,7 | 1,2  | 4,9  | 8,5  | 11,6 | 13,4 | 12,9 | 10,5 | 6,4  | 2,1   | −1,9 |
| Норма осадков, мм             | 61   | 68   | 68   | 65   | 74   | 78   | 61   | 80   | 78   | 69   | 89    | 69   |
| Источник: Погода и климат     |      |      |      |      |      |      |      |      |      |      |       |      |

## Города-побратимы
- Галлио, Италия[10]